# Kereques
Os kereques ou kereks são um grupo étnico da Rússia que habitam exclusivamente o Okrug Autônomo de Chukotka, no extremo leste do país. Segundo o censo de 1897, 102 kereques habitavam Chukotka naquele ano. Durante o século XX, os kereques foram quase completamente assimilados pelos chukchis. De acordo com o censo de 2002, havia oito pessoas registradas como kereques. O censo de 2010 apontou, no entanto, que havia apenas quatro pessoas registradas como kereques na Rússia.
Historicamente, pessoas kereques estiveram envolvidas na pesca e na caça de veados selvagens e ovelhas. Eles mantiveram, por séculos, cães de trenó como meio de transporte, e também recolhiam pele de mamíferos marinhos. Os membros do grupo praticavam, de uma visão geral, o xamanismo como religião.

## História
Os arqueólogos identificaram a origem dos kereques na cultura arqueológica dos drevnekerekskuyu (com a primeira metade do primeiro milênio antes de Cristo), cuja origem está associada à formação étnica geral. Até o momento, sabe-se que os kereques originalmente habitavam a costa russa do Mar de Bering, uma área de assentamento que se estendia desde o estuário Anadyr até o cabo Olyutorskij. Os kereques dedicavam-se à caça dos mamíferos e à pesca marítima.
No século XVIII, durante os confrontos militares violentos entre os chukchis e os koriaks, os kereques se viram entre dois fogos: eles foram atacados pelos chukchis e pelos koriaks, que mataram os homens adultos e levaram para a escravidão as mulheres e crianças. Os kereques não foram capazes de ter uma resistência, tentando esconder-se nas cavernas de penhascos e outros locais isolados. A consequência da perda de incursões militares, bem como as epidemias que varreram sobre a borda, no final do século XVIII, foi uma redução acentuada do número de pessoas da etnia kereque. VV Leontiev escreveu: "Não é por acaso, muitos pesquisadores acreditavam que os kereques eram a mais miserável tribo no Nordeste".
No século XX, os kereques foram quase completamente assimilados pelos chukchis. Em 1991, apenas três pessoas se autodeclaravam etnicamente kereque: Ivan Uvagyrgyn, Nikolai Etynkeu e Catherine Hatkana. Em 2000, os kereques foram incluídos na lista única de Povos Indígenas da Federação Russa.

## Linguagem
Sua língua tradicional é a linguagem kereque, pertencente ao ramo norte das línguas chukotko-kamchatkanas e, em termos lingüístico-históricos, sendo mais aproximada à língua koriak. A linguagem kereque é incluída em linguagens paleoasiáticas, sendo muitas vezes considerada um dialeto do koriak. No entanto, o kereque já se configura numa língua extinta, pois não é mais falada. Descendentes kereques falam, atualmente, o chukchi ou russo.